# پنجاه روز التهاب
پنجاه روز التهاب فیلمی به کارگردانی و نویسندگی کریم آتشی ساختهٔ سال ۱۳۷۲ است می‌باشد.

## بازیگران
- پردیس افکاری
- حسن رجبیان
- محمد طاهری
- مهدی لنجانیان
- صدیقه کیانفر
- داوود نادری پری
- یداله رضوانی
- فروزان عالم زاده
- مریم امیری
- محمد میرباقری
- رحیم یاراحمد
- خداداد زندیه
- ابوالفضل قبادی
- حبیب ثامنیه
- ژانت وسکانیان
- عبدالحسین شمیرانی
- امیرحسین خان شهری
- رضا مقربی
- عباس شایسته
- حسین قطاع
- علی پیرزاده
- حسن وفایی
- هادی محمودی
- بختیار خوش طینت
- اسماعیل علیپور
- رضا کیهان فر
- حسین توکلی
- حسن گندمی
- مهدی عقیلی
- اسماعیل دین محمدی
- هاشم مرزبان
- شادی رودی
- یداله خاکره
- علی رحیمی
- رسول توکلی